# یوهان تئودور موزه‌ویوس
یوهان تئودور موزه‌ویوس (آلمانی: Johann Theodor Mosewius؛ ‏ ۲۵ سپتامبر ۱۷۸۸ – ۱۵ سپتامبر ۱۸۵۸) خواننده باس اپرا، رهبر گروه کر و مدیر گروه موسیقی دانشگاه برسلاو بود.

او کارش را با خوانندگی اپرا در یک سالن نمایش محلی تحت مدیریت آوگوست فون کوتسبو آغاز کرد. او با الهام از کارل فریدریش تسلتر و آکادمی آواز برلین، یک آکادمی آواز در سال ۱۸۲۵ در برسلاو بنیان‌گذاری کرد و ۶ ماه تحت رهبری خودش، یکی از اوراتوریوهای جرج فردریک هندل را به روی صحنه برد.
یکسال پس از اجرای مجدد انجیل به روایت متی با همت فلیکس مندلسون در شهر برلین، موزه‌ویوس این اثر بزرگ را در برسلاو در سال ۱۸۳۰ با موفقیت چشمگیر تمرین و اجرا کرد. او به عنوان رهبر ارکستر و پژوهشگر موسیقی وظیفه خطیر محبوب‌سازی آثار باخ را بر عهده گرفت و برسلاو تا سال ۱۹۴۵ به یکی از مهم‌ترین مراکز آموزش و ارائه آثار باخ تبدیل شد. او کتابی نیز به نام «یوهان سباستین باخ در کانتات‌ها و کرال‌های کلیسایی‌اش» منتشر نمود.

## برای مطالعهٔ بیشتر
- Robert Eitner (1885), "Mosewius, Ernst Theodor", Allgemeine Deutsche Biographie (ADB) (به آلمانی), vol. 22, Leipzig: Duncker & Humblot, pp. 390–392
- Carl Julius Adolph Hoffmann (ed.): Die Tonkünstler Schlesiens. Breslau 1830.
- Denkschrift zur Erinnerung an Bierey und seine Verwaltung des Breslauer Theaters bei Eröffnung des neuen Schauspielhauses zu Breslau im October des Jahres 1841.
- Anonymus (Ernst Friedrich Baumgart oder Anna Kempe): Erinnerungen an Ernst Theodor Mosewius. Breslau 1859. google books
- Verzeichnis von Musikalien aus dem Nachlaß des verstorbenen Herrn Dr. J. Th. Mosewius und Musikalische Bibliothek enthaltend die nachgelassene Büchersammlung des Herrn Dr. Johann Theodor Mosewius. Breslau o. J. [ca. 1860].
- Lothar Hoffmann-Erbrecht: Die Anfänge der Breslauer Singakademie unter Johann Theodor Mosewius. In Wolf Frobenius among others (ed.): Akademie und Musik …: Festschrift für Werner Braun. Saarbrücken 1993, صص. 157–63

.
- Till Gerrit Waidelich: "Torupson" und Franz von Schober – Leben und Wirken des von Frauen, Freunden und Biographen umworbenen Schubert- und Schwind-Freundes, in Schubert: Perspektiven 6 (2006), issues 1 and 2 – Sonderheft, صص. 1–237

. ISSN 1617-6340 (Plus table of contents and index of persons, in Schubert: Perspektiven 7 (2007), صص. 107–120
). Contains information about Mosewius as a theatre singer and a portrait of the young Mosewius صص. 59–157
.